# Кобіньпі
Кобі́ньпі (рос. Кобиньпи) — присілок в Балезінському районі Удмуртії, Росія.

## Населення
Населення — 1 особа (2010; 5 в 2002).
Національний склад станом на 2002 рік:
- удмурти — 100 %